# Rottenmann
Rottenmann is een gemeente in de Oostenrijkse deelstaat Stiermarken, en maakt deel uit van het district Liezen.
Rottenmann telt 5111 inwoners (2021).
De gemeente Rottenmann werd in 2015 uitgebreid met Oppenberg.

## Geboren in Rottenmann
- Hans Schneider (16 juli 1921), componist, muziekpedagoog, muziekuitgever en accordeonist
- Tamara Tippler (9 april 1991), alpineskiester
- David Komatz (10 december 1991), biatleet

Admont ·
Aigen im Ennstal ·
Altaussee ·
Altenmarkt bei Sankt Gallen ·
Ardning ·
Bad Aussee ·
Bad Mitterndorf ·
Gaishorn am See ·
Grundlsee ·
Irdning-Donnersbachtal ·
Landl ·
Lassing ·
Liezen ·
Rottenmann ·
Sankt Gallen ·
Selzthal ·
Stainach-Pürgg ·
Trieben ·
Wildalpen ·
Wörschach
Politische Expositur Gröbming:
Aich ·
Gröbming ·
Haus ·
Michaelerberg-Pruggern ·
Mitterberg-Sankt Martin ·
Öblarn ·
Ramsau am Dachstein ·
Schladming ·
Sölk
- Gemeinsame Normdatei: 4325434-2
- Library of Congress Control Number: n80071684
- MusicBrainz: ed20ea3e-13fc-46ac-a59f-9bbbc0c3a753
- Nationale Bibliotheek van Israël: 987007550211105171
- Virtual International Authority File: 144244192
- WorldCat: E39PBJx4qfFFcMxch9rPhxvmBP